# Tina Karol

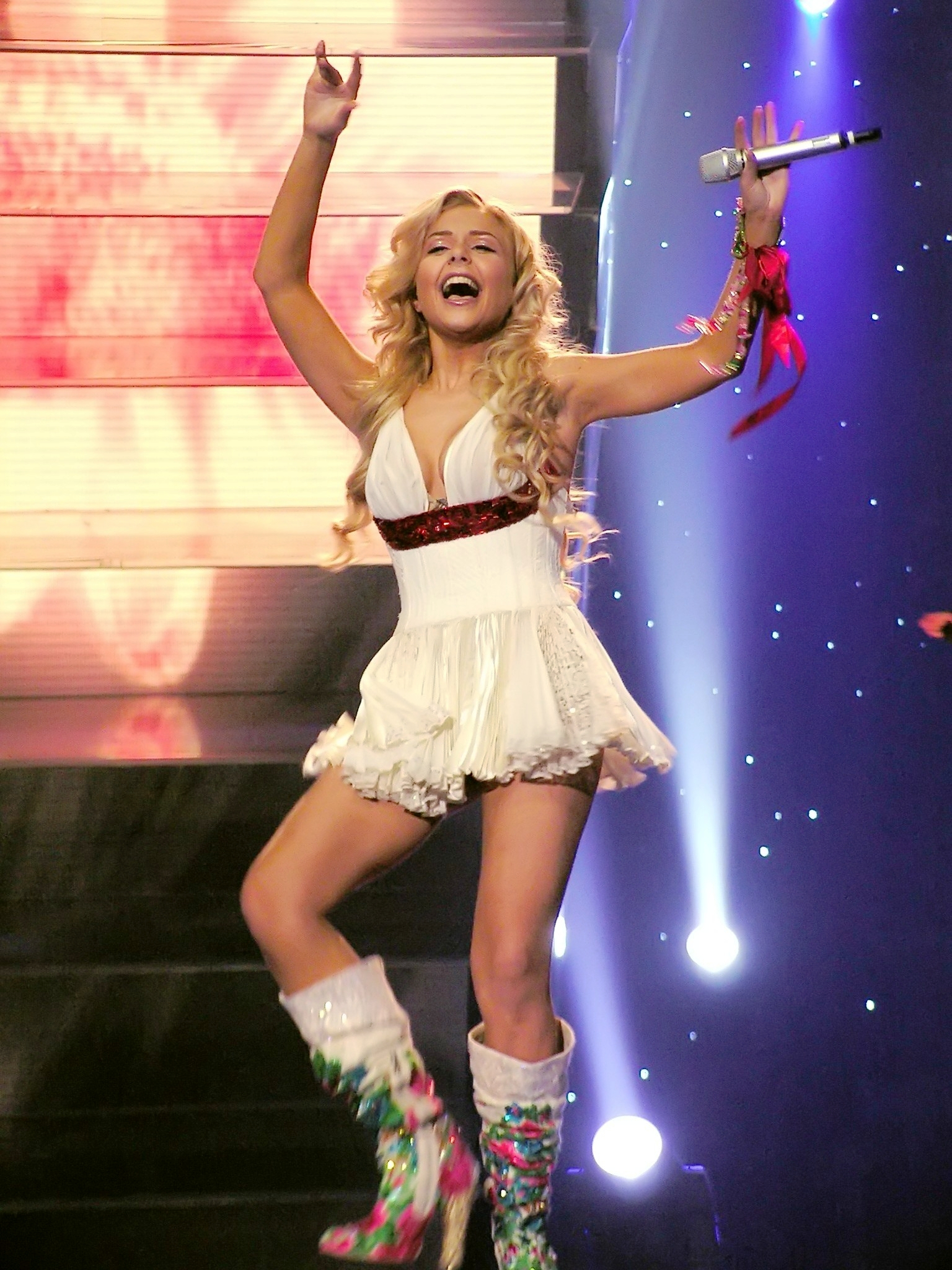
Tina Karol beim Eurovision Song Contest 2006

Tina Karol (ukrainisch Тіна Кароль, wiss. Transliteration Tina Karol', eigtl. Тетяна Григорівна Ліберман, Tetjana Hryhoriwna Liberman; * 25. Januar 1985 in Orotukan, Sowjetunion) ist eine ukrainische Sängerin.

## Werdegang
Nach Abschluss des Studiums an der renommierten Kiewer Musikhochschule Glière startete Karol 2003 ihre Karriere als Sängerin im Lieder- und Tanzensemble der ukrainischen Streitkräfte. Eine der Höhepunkte ihrer bisherigen künstlerischen Karriere war der Einsatz zur Truppenbetreuung der „Koalition der Willigen“ im Irak. 2004 wurde sie zudem zur Schönheitskönigin der ukrainischen Region Galizien gewählt. Neben der Gesangskarriere ist sie per Fernstudium an der nationalen Flugzeugwerkuniversität eingeschrieben und strebt einen Abschluss im Fach Management und Logistik an.
Unter ihrem bürgerlichen Namen Tetjana Liberman nahm sie bereits 2005 mit dem Lied „Moshet bit da“ an den Vorrunden des ukrainischen Vorentscheids zum Eurovision Song Contest teil, ohne sich für das Finale zu qualifizieren. Trotz dieser ersten Niederlage wurde sie kurz darauf unter ihrem Künstlernamen „Tina Karol“ ein nationaler Star. Durch Auftritte in Russland und dem „New Wave“ Festival in Jūrmala/Lettland machte sie sich auch außerhalb der Ukraine einen Namen. Aufgrund ihrer großen Popularität rief ihre Teilnahme an der eigentlich für „Anfänger“ gedachten Casting-Show „Ti-Zirka“ / „You are a star“ zunächst nicht nur Begeisterung hervor. Allerdings überzeugte sie sowohl durch ihre stimmlichen Fähigkeiten als auch durch ihre Bühnenpräsenz. Erwartungsgemäß erreichte sie das Finale, wo sie ihren Eurovisionsbeitrag „I am your queen“ vortrug und die übrigen Wettbewerber Irina Rozenfeld („You give me your love“) und Kirill Turichenko („Boom-Box“) auf die Plätze 2 und 3 verwies. Nach ihrem Sieg wurde der Song von DJ Pasha (Pawlo Schilko, Moderator des ESC 2005) umgeschrieben und als „Show me your love“ im Semifinale und Finale des 51. Eurovision Song Contest 2006 in Athen/Griechenland vorgetragen. Tina Karol erreichte im Finale mit 145 Punkten den 7. Platz, das bis dahin zweitbeste Ergebnis für die Ukraine nach dem Sieg von Ruslana Lyschytschko (2004). Damit sicherte sie ihrem Land die Qualifikation für das ESC Finale 2007 in Helsinki/Finnland. 2006 erschien ihre erste CD Show Me Your Love, auf dem sich u. a. auch ihr ESC Beitrag befindet.
2014 war sie Coach bei The Voice Kids Ukraine.
2021 war sie, zusammen mit Potap, Moderatorin bei der ukrainischen Version von Lip Sync Battle (ukrainisch: Ліпсінк батл).

## Diskografie

### Alben
- 2006: Show Me Your Love
- 2007: Полюс Притяжения
- 2010: 9 Жизней
- 2014: Помню
- 2017: Интонации
- 2020: Найти своих
- 2021: Красиво
- 2021: Молода кров
- 2022: Scandal
- 2024: Троянди
- 2024: Лірика

### Live-Alben
- 2014: Сила любви и голоса
- 2015: Я всё ещё люблю
- 2018: Интонации
- 2020: Спектакль Юбилейный Альбом
- 2021: Красиво
- 2021: Сyber Show: Atlas Weekend

### Kompilationen
- 2016: Всі хіти
- 2019: Плейлист весны
- 2022: Українські пісні

### EPs
- 2006: Ноченька
- 2021: Двойной рай
- 2022: Leleka (mit Macro/micro)

### Singles (Auswahl)
- 2006: Show Me Your Love
- 2006: Выше Облаков
- 2006: Ноченька
- 2010: Ніжно
- 2014: Жизнь Продолжается
- 2015: Україна – це ти
- 2019: Безодня (mit BoomBox)
- 2019: Домой (mit Dan Bălan)
- 2019: Вільна (mit Julija Sanina)
- 2020: Помнишь (mit Dan Bălan)
- 2020: Blow Your Mind (mit Snoop Dogg, Luca Dayz & L.O.E)
- 2021: Скандал
- 2023: Не святі
- 2024: Троянди
- 2024: Стерва (mit Shumei)
- 2024: Дзвони (mit Shumei)
- 2024: Відчиняю